# Ignacio González
Ignacio María "Nacho" González Gatti, mais conhecido como Nacho González (Montevidéu, 14 de maio de 1982), é um futebolista uruguaio que atua como meia. Atualmente joga pelo Montevideo Wanderers.
Integrou o elenco da Seleção Uruguaia que disputou a Copa do Mundo FIFA de 2010.

## Títulos
Danubio
- Campeonato Uruguaio: 2004, 2006–07